# Джоколо
Джоколо (груз. ჯოყოლო, чечен. Джуокьал юрт, Тугай-юрт) — село в Грузии. Находится в Ахметском муниципалитете края Кахетия, преимущественно населённое чеченцами (кистинцами).

## География
Джоколо расположено в Панкисском ущелье, на правом берегу реки Алазани в 16 км к северу от центра муниципалитета Ахмета. Севернее находится село Биркиани, а южнее — Дуиси. Джоколо является центром сакребуло (деревни Биркиани и Дзибахеви). Расположено на высоте 665 метров над уровнем моря. По переписи 2014 года в селении живут 737 человек. Недалеко расположен Бацарский государственный заповедник.

## Этимология
Село основано чеченцем из тайпа майстой, которого звали Джокола, его именем оно и названо. Также наряду с этим именем живущие в соседних селениях кистинцы называют аул Тугай-юрт, так как живущие здесь майстинцы выходцы из селения Туга Итум-Калинского района Чечни.

## История
Село основано Джоколой Майстинским после того, как он переселился в Грузию. Изначально его населяют чеченцы из тайпов майстой и малхий. К середине 20 века в селе насчитывется 142 семейства.